# Японський дракон

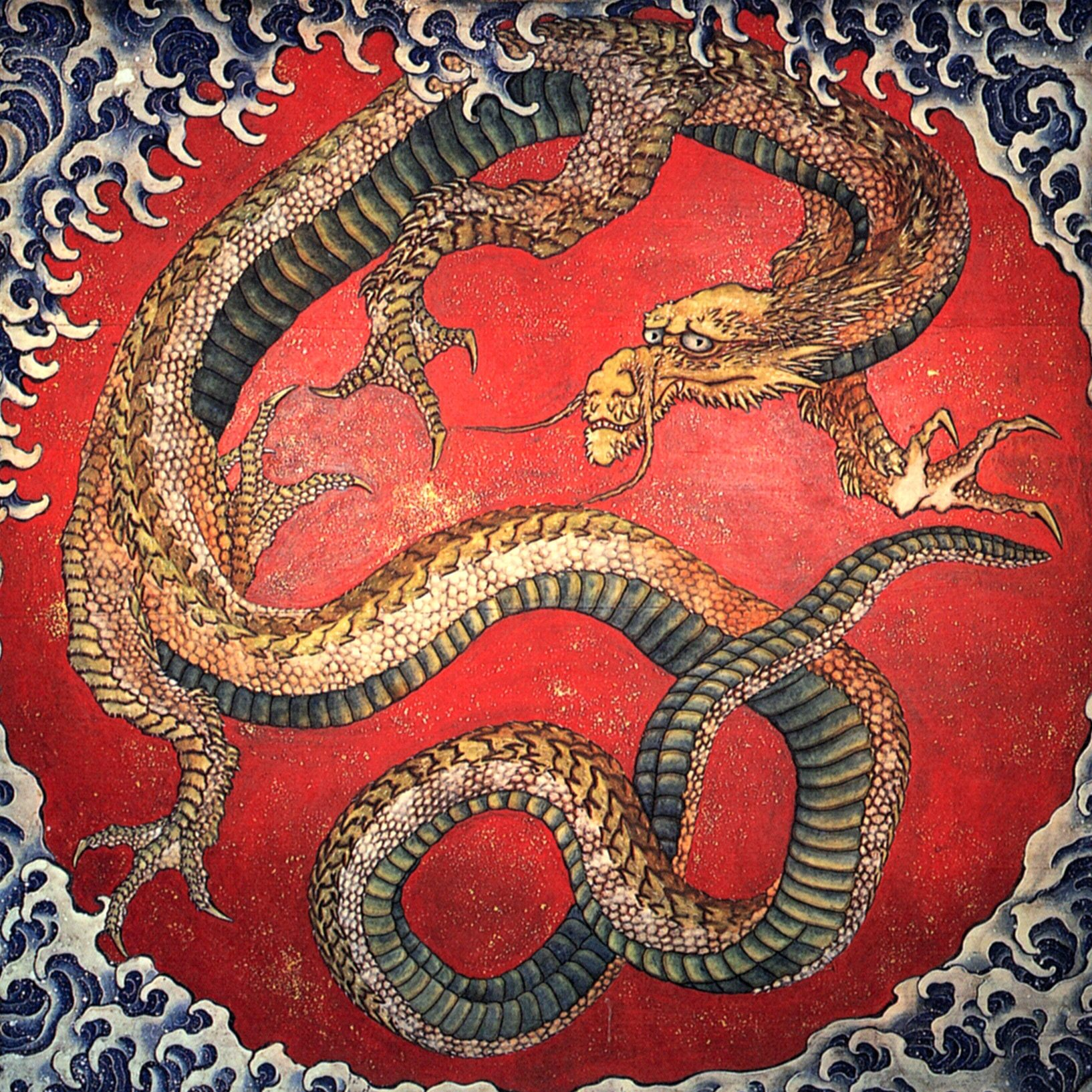
Дракон у виконанні Кацусіки Хокусая (1760-1849)

Японський дракон (яп. 竜 рю:) — істота з японського фольклору та міфології.
Японські дракони мають три пальці на кожній лапі, що відрізняє їх від інших драконів східної міфології.

## П'ять елементів
Японці так, як і китайці чи корейці вірили в духів-хранителів, що захищають сторони світу. Потім в устрої таборів та побудуванні міст японці керувалися теорією п'яти першоелементів:
Якщо на півночі є висока гора, її охороняє Черепаха-Змія,
Якщо на сході є струмок, його охороняє Блакитний Дракон,
Якщо на півдні є оброблені поля, їх охороняє Червона Ластівка,
Якщо на заході є великий шлях, його охороняє Білий Тигр.
Таке місце є священним, і його називають «місцем,
що охороняється чотирма богами — камі» («йонсін-сюго», яп. 四神守護).